# Amnosia baluana
Amnosia baluana är en fjärilsart som beskrevs av Hans Fruhstorfer 1894. Amnosia baluana ingår i släktet Amnosia och familjen praktfjärilar. Inga underarter finns listade i Catalogue of Life.